# Епархия Джефферсон-Сити
Епархия Джефферсон-Сити (лат. Dioecesis Civitatis Jeffersoniensis) — епархия Римско-Католической церкви в городе Джефферсон-Сити, штат Миссури, США. Епархия Джефферсон-Сити входит в митрополию Сент-Луиса. Кафедральным собором епархии Джефферсон-Сити является Собор Святого Иосифа.

## История
2 июля 1956 года Римский папа Пий XII издал буллу «Ex quo die», которой учредил епархию Джефферсон-Сити, выделив её из архиепархии Сент-Луиса.

## Ординарии епархии
- епископ Джозеф Мэри Мэрлинг[англ.], C.PP.S.[англ.] (24.08.1956 — 02.07.1969);
- епископ Майкл Фрэнсис Маколифф[англ.] (02.07.1969 — 25.06.1997);
- епископ Джон Рэймонд Гэйдос[англ.] (25.06.1997 — 21.11.2017);
- епископ Уильям Шон Макнайт[англ.] (21.11.2017 — 08.04.2025 — назначен архиепископом Канзас-Сити
- епископ Ральф Бернард О’Доннелл[англ.] (19.08.2025 — по настоящее время).

## Источник
- Annuario Pontificio, Libreria Editrice Vaticana, Città del Vaticano, 2003, ISBN 88-209-7422-3
- Bolla Ex quo die, AAS 49 (1957), стр. 52  (лат.)